# Susanna Mayr
Susanna Mayr, född 1600, död 1674, var en tysk konstnär. 
Hon är främst känd som barockmålare och tecknare, men var även träskulptör.  
Hon är representerad på Nationalmuseum i Stockholm.